# Hagioscopio

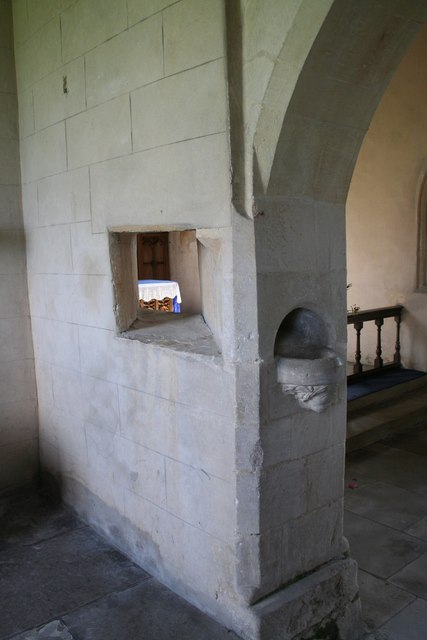
Hagioscopio en la pared de la capilla del pasillo norte de la Iglesia de San Nicolás en Walcot, Lincolnshire, mirando hacia el sureste, con una vista del altar mayor después del presbiterio. A su derecha hay una piscina sostenida por una cabeza de hombre tallada en la jamba de la pared.

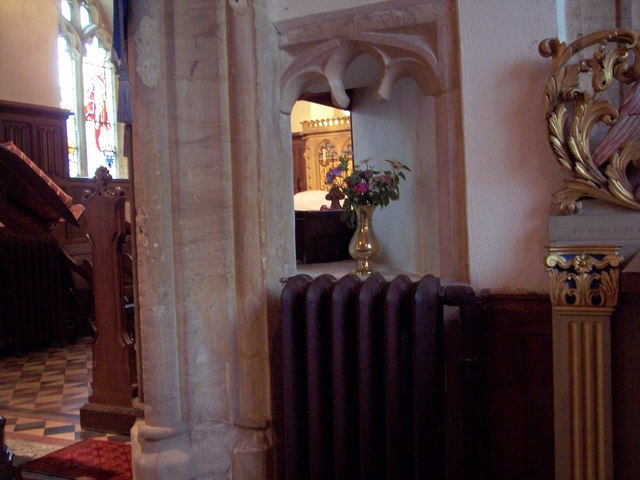
Un hagioscopio en la Iglesia de la Santísima Virgen María enCompton Pauncefoot, Somerset

Un hagioscopio (del gr. άγιος, santo, y σκοπεῖν, ver) es un término arquitectónico que denota una pequeña abertura o túnel abocinado a la altura de los ojos, a través de una pared divisoria interna de mampostería de una iglesia en dirección oblicua (sur). -este o noreste), dando a los fieles una vista del altar y por lo tanto de la elevación de la hostia . Cuando los fieles estaban separados del altar mayor no por una pared sólida de mampostería sino por una pantalla de parclose transparente, no se requería un hagioscopio ya que todos los que se encontraban dentro del área separada disponían de una buena vista del altar mayor. Cuando se hacía un hagioscopio en una pared exterior para que los leprosos y otros pudieran ver el servicio sin entrar en contacto con el resto de la población, se denominan ventanas leprosas o licnoscopios .

## Función
Cuando la congregación de una iglesia está unida en la nave, no se usa un hagioscopio. Sin embargo, cuando partes de la congregación se separaron con fines de distinción social, mediante el uso de paredes u otras pantallas del presbiterio, o nave, y de la congregación principal, surgió tal necesidad. En la arquitectura medieval, los hagioscopios solían ser una ventana baja en la pared del presbiterio y con frecuencia estaban protegidos por una contraventana de madera o barras de hierro. Los hagioscopios se encuentran en uno o ambos lados del arco del presbiterio; en algunos casos, se ha cortado una serie de aberturas en las paredes en una línea oblicua para permitir que una persona parada en el porche (como en la iglesia de Bridgwater, Somerset ) pueda ver el altar ; en este caso y en otros casos, tales aberturas a veces se proporcionaron para un asistente, que tenía que tocar la campana del Sanctus cuando se elevaba la Hostia.
Aunque rara vez se encuentran en Europa continental, ocasionalmente se encuentran para propósitos tales como permitir que un monje en una de las sacristías siga el servicio y se comunique con los campaneros. A veces se colocaban hagioscopios para que las monjas pudieran observar los servicios sin tener que abandonar su aislamiento. El diseño inusual de la iglesia de Santa Elena en Bishopsgate, una de las iglesias antiguas más grandes de Londres, surgió de haber sido dos lugares de culto separados: una iglesia parroquial del siglo XIII y la capilla de un convento benedictino . En el lado del convento de la iglesia de Santa Elena, un "hagioscopio" permitía a las monjas observar las misas parroquiales; los registros de la iglesia muestran que el hagioscopio en este caso no fue suficiente para contener a las monjas, a quienes finalmente se les advirtió que "se abstuvieran de besar a personas seglares", una práctica a la que parece que se habían vuelto "demasiado propensas".

## Ejemplos sobrevivientes

### Finlandia

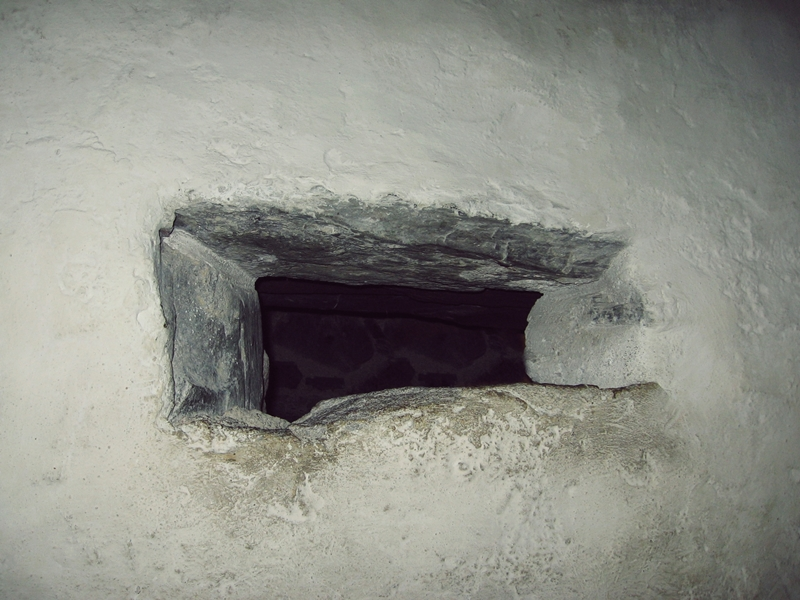
Hagioscopio en Olavinlinna en el este de Finlandia

Solo hay un hagioscopio en Finlandia, en Olavinlinna, en el castillo de San Olaf, en la ciudad de Savonlinna . Aquí, el hagioscopio ha permitido que algunos feligreses continúen reuniéndose en la torre de la iglesia de piedra oscura y húmeda durante el invierno, a pesar de las temperaturas y las condiciones climáticas adversas.

### Francia
En Francia, el hagioscopio de Notre-Dame en Dives-sur-Mer, Normandía, tiene la inscripción trou aux lépreux (ventana de leprosos). Se conocen otros hagioscopios en St. Laurent en Deauville en Normandía y en la antigua iglesia de St. Maurice en Freyming-Merlebach en la Lorena francesa.

### Alemania
En Alemania, todavía existen varios hagioscopios o fueron redescubiertos en los siglos XIX y XX. Se encuentran principalmente en Baja Sajonia, que tenía una población pequeña en la Edad Media y solo unas pocas ciudades más grandes. En las ciudades, los leprosos vivían juntos en urbanizaciones que a menudo tenían sus propias capillas. En Georgsmarienhütte, el hagioscopio de la iglesia St. Johann pertenecía al antiguo convento benedictino Kloster Oesede, fundado en el siglo XII y reconstruido a principios de los años ochenta. Cerca de Bad Iburg, se redescubrió un hagioscopio en St. Clemens, iglesia del antiguo monasterio benedictino en el complejo del castillo y monasterio Schloss Iburg . Podemos encontrar otros hagioscopios en Baja Sajonia en Bokelesch, Westoverledingen, Dornum, Midlum, Kirchwahlingen (Gemeinde Böhme) y Hankensbüttel .
En Renania del Norte-Westfalia, St. Antonius-Kapelle en Gescher-Tungerloh-Capellen tiene un hagioscopio. St. Antonius se utiliza como capilla de Autobahn en la Bundesautobahn 31. También hay un hagioscopio en St. Ulricus en Börninghausen . En Renania-Palatinado, la iglesia de St. Eligius-Hospital en Neuerburg tiene un hagioscopio. En Baden-Württemberg hay un hagioscopio en St. Peter und Paul, la iglesia del cementerio viejo de Nusplingen .

### Irlanda
- El hagioscopio de un leproso (ahora bloqueado) es visible en la Catedral de Santa María en Limerick .
- Athenry Priory también tuvo una vez un hagioscopio para leprosos
- Furness Church, iglesia normanda del siglo XIII cerca de Naas
- Iglesia de Santa María, Inis Cealtra tiene una abertura de piedra que se cree que es un hagioscopio para leprosos[5]

### Países Bajos
St. Vitus en Wetsens y Jistrum, ambos en Friesland, tienen hagioscopios, al igual que la iglesia más antigua de los Países Bajos, que se encuentra en Oosterbeek . : 141–142 

### Suecia
En Suecia, la iglesia de Bro cerca de Visby en Gotland tiene un hagioscopio en forma de cruz. Otra iglesia en Gotland con un hagioscopio es la iglesia de Atlingbo. También hay hagioscopios en la iglesia de la Abadía de Vreta cerca de Linköping, Granhult Kyrka en Uppvidinge y Husaby Kyrka en Götene . La iglesia de madera de Granhult ( Småland ) tiene un hagioscopio que se puede cerrar.

### Reino Unido
Las iglesias en Inglaterra con hagioscopios incluyen:
- Iglesia de St Mary the Virgin en Gamlingay, Cambridgeshire
- St Martin and St Meriadoc's Church, Camborne, Cornwall
- St Wynwallow's Church, Landewednack, Cornwall
- St Martin's Church, Liskeard, Cornwall
- Iglesia de St Anietus en St Neot, Cornwall
- Iglesia de St Corentin en Cury, Cornwall
- Iglesia de St Mylor, Mylor, Cornwall
- St Martin's Church, St Martin-by-Looe, Cornwall
- St Cyricius and St Julietta's Church, St Veep, Cornwall
- Iglesia de St Sampson, South Hill en Cornwall
- Iglesia de Stoke Climsland en Cornwall
- St Petroc's Church, Trevalga, Cornwall
- St James' in Great Ormside, Cumbria[7]
- St Bees Priory, St Bees, Cumbria (now infilled)[cita requerida]
- St Mary's Bridge Chapel, Derby
- St Mary's, Lytchett Matravers, Dorset[8] (a particularly large example)
- St Martin's Church en Wareham, Dorset
- St Mary and St Cuthbert, Chester-le-Street, Durham[9]
- St Mary's Church, Easington, County Durham[10]
- St Thomas à Becket Church, Lewes, East Sussex[11]
- St Nicholas' Church, Berden, Essex
- St. Laurence and All Saints Church, Eastwood, Essex[12][13]
- St Andrew and St Bartholomew's Church, Ashleworth, Gloucestershire[14]
- St Nicholas's Church, Westgate Street, Gloucester, Gloucestershire[cita requerida]
- Church of the Holy Rood, Holybourne, Hampshire[15]
- St Mary's Church, Brook, Kent
- St Cuthbert's Church, Aldingham, Lancashire[16]
- St Cuthbert's Church, Halsall, Lancashire has six purposeful squints or hagioscopes including a double one in the chancel arch and a remarkable triple hagioscope which was built for exclusive viewing of the Easter Sepulchre during Holy Week.
- St Wilfrid's church, Ribchester, Lancashire has a squint on the north side permitting the high altar to be viewed from outside the church.* St Nicholas's Church, Walcot, Lincolnshire
- St James The Less, Sulgrave, Northamptonshire[17]
- St Mary's Church, Grendon, Northamptonshire (see picture in Gallery)
- St Cuthbert's Church, Beltingham, Northumberland[18]
- St Aidan's Church, Bamburgh, Northumberland[cita requerida]
- Church of St Andrew, Grinton, North Yorkshire[cita requerida]
- St Oswald's Church, Sowerby, North Yorkshire[19]
- Holy Trinity Church, Goodramgate, York, North Yorkshire
- St Mary's Church, Whitby, North Yorkshire[cita requerida]
- St Peter's in Upton, Nottinghamshire[20]
- St Nicholas's Church, Old Marston, Oxfordshire[21]
- Church of the Blessed Virgin Mary, Compton Pauncefoot, Somerset
- St Mary's Church, West Chiltington, West Sussex
- St Mary the Virgin & St Chad, Brewood, Staffordshire
- Capilla del Orford Castle en Suffolk
- La iglesia de  St. James en Shere, Surrey
- La iglesia de St Nicholas en Kenilworth, Warwickshire[22]
- Iglesia de St Mary en West Chiltington, West Sussex
- Holy Trinity Church in Bradford-on-Avon, Wiltshire
- St Egwin's, Norton and Lenchwick al norte de Evesham, Worcestershire (clausurado)
- St Mary's Church in Winchcombe, Gloucestershire

En St Bees Priory, se incluyó un hagioscopio especialmente diseñado en la pared de la capilla del siglo XIV para dar una vista del altar mayor. La ventana era lo suficientemente baja como para permitir que una persona se arrodillara mientras miraba por la abertura. El hagioscopio de Santa María la Virgen, Lytchett Matravers, es inusualmente grande; aunque de origen desconocido, ofrece una vista de la mesa de la comunión desde el pasillo norte del siglo XVI. Es lo suficientemente grande como para que a menudo se use como corredor para acceder al presbiterio. 

## Galería

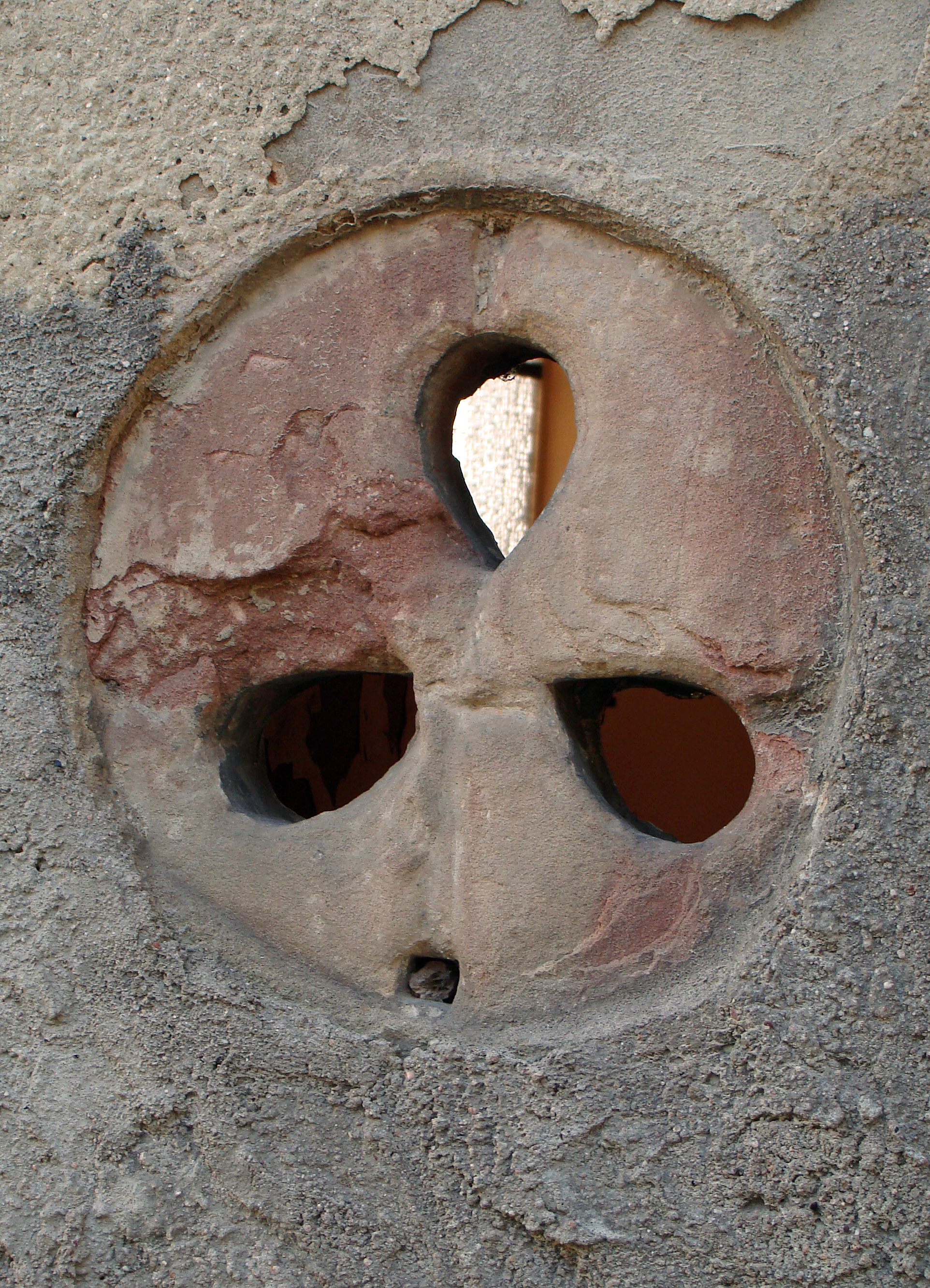
Hagioscopio de la antigua iglesia de Saint-Maurice, Freyming-Merlebach, Moselle, Francia
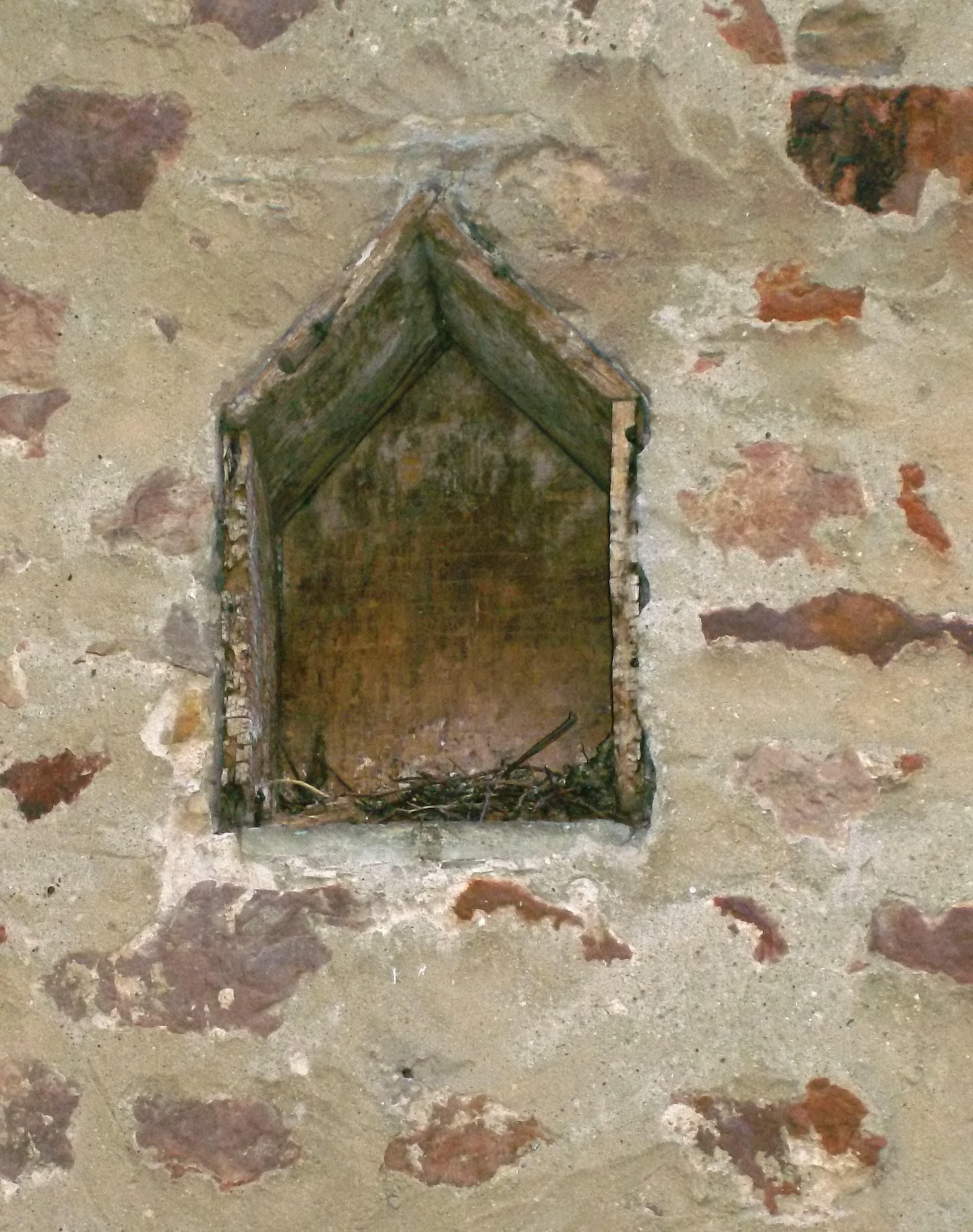
El hagioscopio de San Clemens en Bad Iburg, Alemania
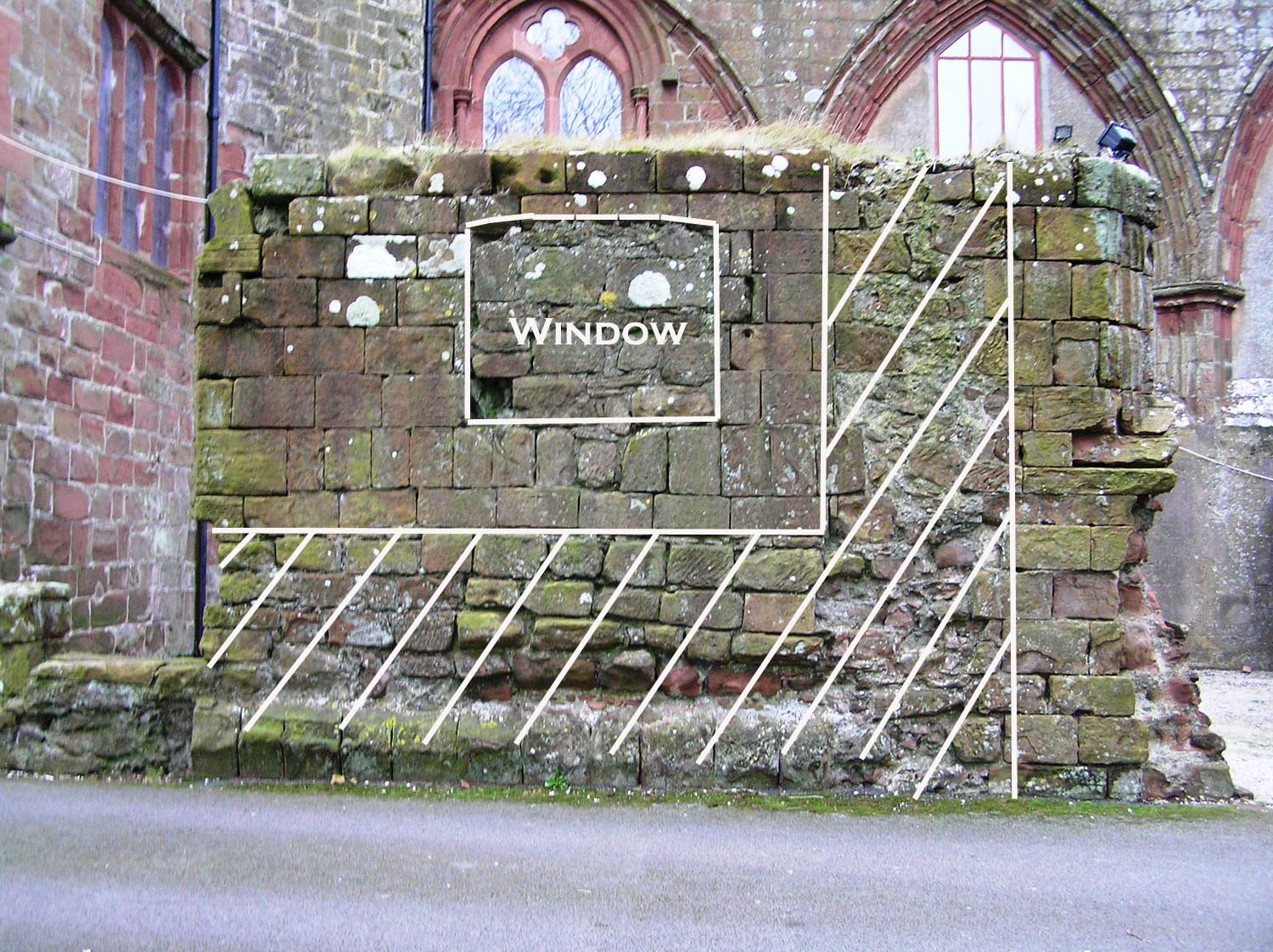
Priorato de St Bees, Cumbria: Ventana entrecerrada en la pared de la capilla construida entre 1270 y 1300. La ventana está rellena, pero se muestra el contorno y el sombreado cruzado muestra los pilares de la pared y el piso.
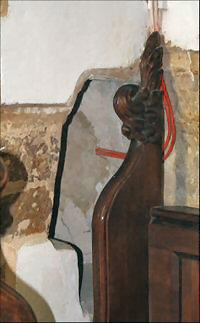
Un hagioscopio parcialmente bloqueado en la iglesia de Grendon en Northamptonshire